# Piekło (Dolina Kondratowa)

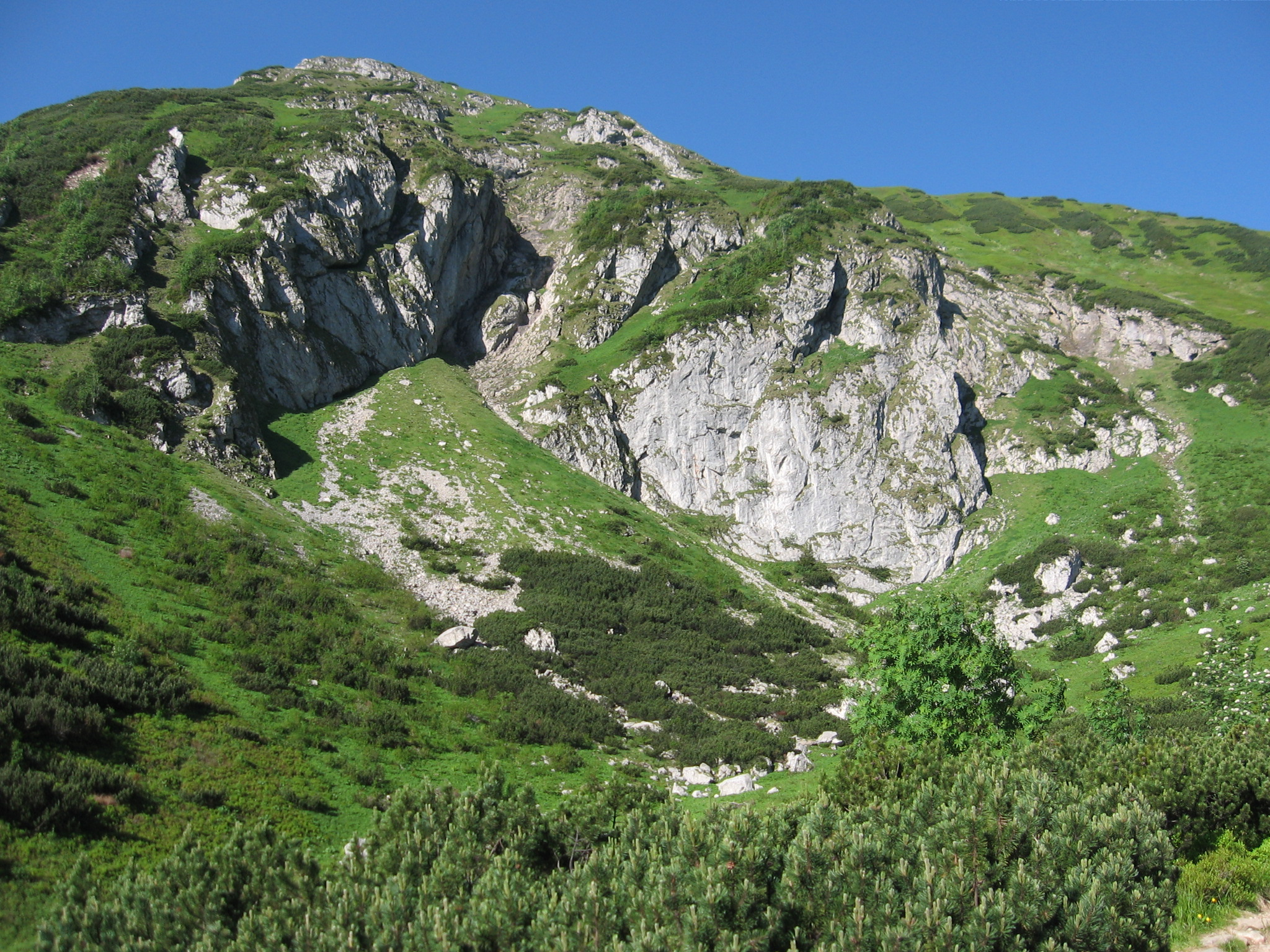
Widok na Piekło ze szlaku na Przełęcz Kondracką

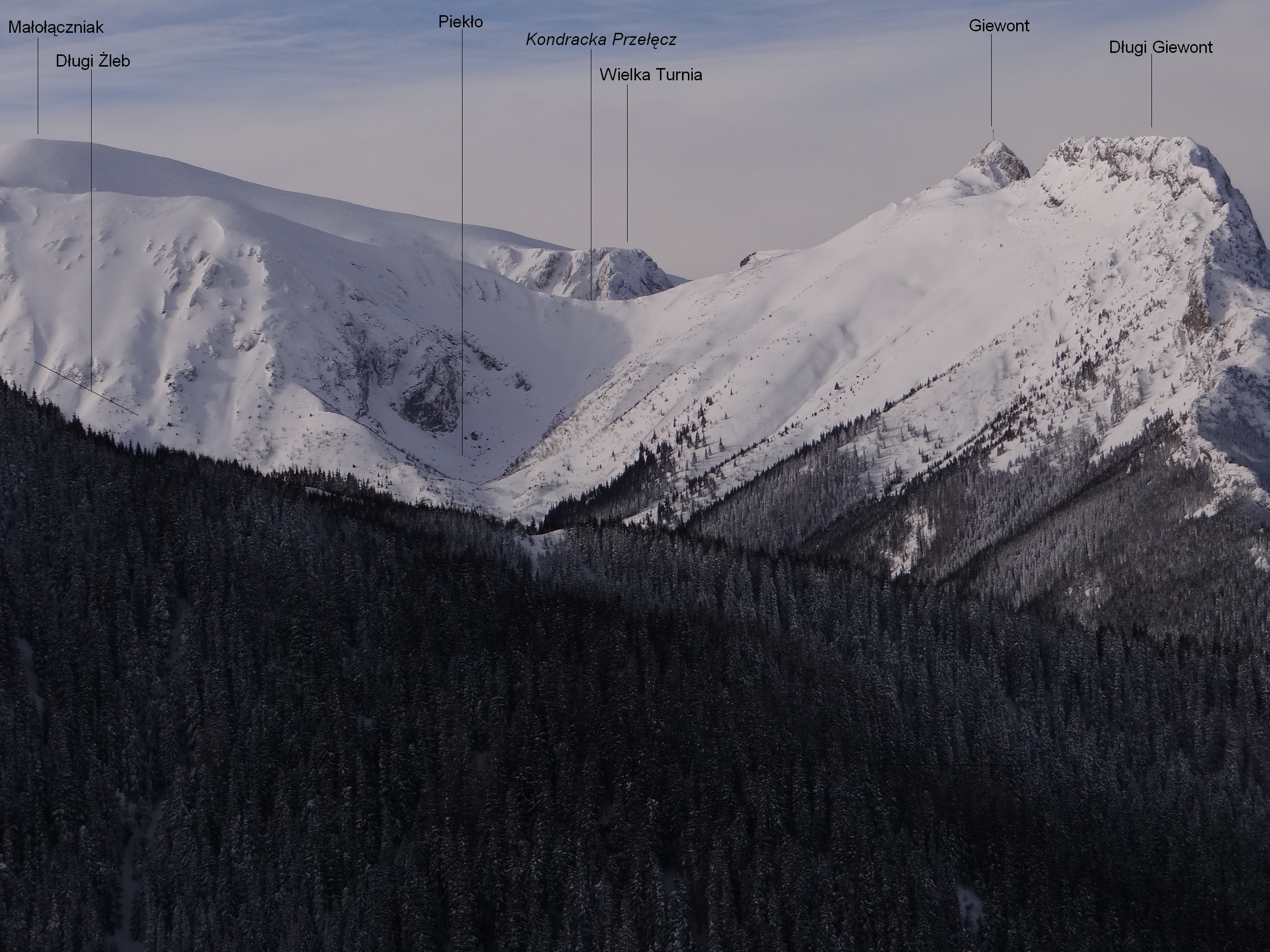
Widok z okolic Diabełka

Piekło lub Piekiełko – kotlinka opadająca do Doliny Małego Szerokiego (odnogi Doliny Kondratowej w systemie Doliny Bystrej). Nazwana tak została z powodu hulających w niej wiatrów. Od południa ograniczona jest przez północno-wschodnią grzędę Kopy Kondrackiej, od zachodu przez północną grań Kopy Kondrackiej, od południa przez stoki Giewontu. Po północnej stronie Piekła biegnie niebieski szlak na Giewont. Nazwa Piekło bywa błędnie przesuwana na obszar, przez który biegnie szlak, lub całą Dolinę Małego Szerokiego.
Stwierdzono tutaj występowanie bylicy skalnej – rzadkiego gatunku rośliny, w Polsce występującego tylko w Tatrach i to w niewielu miejscach.
Po południowej stronie Piekła w grzędzie Kopy Kondrackiej wznoszą się pionowe, a nawet częściowo przewieszone skały o wysokości ok. 100 m. Są to Kondratowe Baszty.

## Szlaki turystyczne
z Kuźnic do schroniska na Hali Kondratowej, a stąd poniżej Piekła na Kondracką Przełęcz i Giewont
- Czas przejścia z Kuźnic do schroniska: 1:20 h, ↓ 1 h
- Czas przejścia ze schroniska na Giewont: 1:45 h, ↓ 1:15 h.